# Kašnice
Kašnice (en allemand : Kaschnitzdorf) est une commune du district de Břeclav, dans la région de Moravie-du-Sud, en République tchèque. Sa population s'élevait à 201 habitants en 2020.

## Géographie
Kašnice se trouve à 2 km à l'est de Klobouky u Brna, à 28 km au nord de Břeclav, à 30 km au sud-est de Brno et à 214 km au sud-est de Prague.
La commune est presque entièrement entourée par Klobouky u Brna, sauf au sud-est où elle est limitée par Krumvíř.

## Histoire
Kašnice, qui est la plus petite commune du district, a été absorbée par la commune de Klobouky le 29 juillet 1976. Elle a retrouvé son statut de commune à part entière en 1990 et a adopté des armoiries et un drapeau en 1996.